# Kopań (wzniesienie)
Kopań (niem. Hŭttenbusch, 751 m n.p.m.) –  wzniesienie w południowo-zachodniej Polsce, w Sudetach Zachodnich, w Górach Izerskich.
Góra we wschodniej części Grzbietu Kamienickiego Gór Izerskich. Wyrasta pomiędzy Gaikiem na zachodzie a Kozią Szyją na wschodzie. Ku północy od Kopania odchodzi boczne ramię ze Smolnikiem.
Zbudowany ze skał metamorficznych – gnejsów i granitognejsów, należących do bloku karkonosko-izerskiego, a ściślej jego północno-zachodniej części - metamorfiku izerskiego.
Na północ od Kopania i Smolnika rozciągają się zabudowania Chromca.
Cały masyw jest zalesiony.

## Turystyka
Na południe od szczytu przechodzi szlak turystyczny:
- niebieski - szlak z Świeradowa przez Sępią Górę, Rozdroże Izerskie na Zimną Przełęcz, do Rybnicy i dalej